# Målmand
 For alternative betydninger, se Målmand (flertydig). (Se også artikler, som begynder med Målmand)
En målmand, eller målvogter, er en spiller, som vogter målet for et hold i en sportsgren.
Det kan f.eks. være i fodbold, håndbold, ishockey og mange flere.
Uanset sportsgren har målvogteren en særlig position på holdet som den sidste skanse, før der scores mål. Denne skal blot begå én fejl, så kan hele holdet tabe, mens en markspillers fejl ikke behøver at få så alvorlige konsekvenser.
Målvogteren har også særlige beføjelser, eksempelvis må en fodboldmålvogter tage bolden med hænderne i feltet – og dommeren tager særlige hensyn til, at angribere ikke generer målvogteren.

## Galleri
- Patrick Roy er ishockeymålmand
- En russisk bandymålmand